# سكيب جنسن
سكيب جنسن هو مغني وكاتب أغاني كندي، ولد في 19 فبراير 1967 في لا شين في كندا.

## وصلات خارجية
- سكيب جنسن على موقع ميوزك برينز (الإنجليزية)
- سكيب جنسن على موقع أول ميوزيك (الإنجليزية)
- سكيب جنسن على موقع ديسكوغز (الإنجليزية)